# 카오스 (워크래프트)
《카오스》란 워크래프트3 유즈맵의 하나이다. 장르는 공성전(AOS)이며, 한 게임 당 2~10명의 유저가 참여할 수 있다.

## 역사
DOTA의 제작자는 미국인 프로그래머 Eul이었다. DOTA를 비롯한 유즈맵에는 프로텍터가 있어서, 타인이 유즈맵을 임의로 수정할 수 없게 되어있다. 그러나 2003년 워크래프트의 확장팩 프로즌쓰론이 발매되며 오리지널에서 사용하던 유즈맵이 수정 가능해졌고, 시리우스라는 유저가 무단으로 맵을 수정하여 배포한다. 이로 인해 Eul은 DOTA의 업데이트를 포기하게 된다.
한편, 시리우스가 무단수정하여 배포한 맵은 유저들에게 인기를 끌지 못하였고, 그는 무단수정행위에 대하여 유저들의 강한 비판을 받았다. 그리하여 그는 임의수정할 수 있는 상태로 맵을 공개하고 사라졌다.
그 후 워크래프트3의 클랜 중 하나인 ANA클랜의 Cho-go-su(이하 초고수)는 그 맵을 수정하여 Defence of The Ancients CHAOS를 제작하게 된다. 그러나 초고수는 Eul에게 수정허가를 받기는 하였으나 그것이 적절한 절차를 밟은 것이 아니었다는 비판을 받게 되는등 여러 비판을 받게 되었고, 결국 카오스 맵의 관리를 아나클랜에 맡기고 떠난다.
이후 잠시 아나클랜내의 다른 멤버가 카오스맵의 관리를 맡았지만 지지부진했고, 더욱이 원본맵을 잃어버려 추가 업데이트가 불가능한 상황이 되었다. 그러한 때에 사용자들의 불만사항과 요구사항을 반영한 신버전의 카오스를 하늘섬이 내놓았고, 이를 계기로 아나클랜에서 정식으로 카오스 제작자 활동을 하게 된다.
그 후 하늘섬은 여러번의 패치를 통해 원작인 DOTA와 차별화되는 여러 가지 요소를 게임에 추가하였다. 카오스는 지속적인 인기를 얻고있으며
대표적인 대회로 Nicegame TV에서 개최하는 CHAOS CLAN BATTLE이 있었으나 17차 이후로 개최가 보류되었고 기존 패치팀인 취달, 하늘섬을 비롯한 패치팀 멤버들이 카오스 온라인으로 이적하면서 카오스의 업데이트 잠정적으로 중단되었다.
이후 2년 남짓 실질적인 패치가 되지 않고 있다가 TEAM OwL(FireRED, PanDaMan)이 그 뒤를 이어받았다. 2013년 현재 카오스 대회는 CHAOS CLAN LEAGUE가 유일하다.